# Copa Colsanitas 2021 - Qualificazioni singolare
Le qualificazioni del singolare del Copa Colsanitas 2021 sono un torneo di tennis preliminare per accedere alla fase finale della manifestazione. Le vincitrici dell'ultimo turno sono entrate di diritto nel tabellone principale. In caso di ritiro di una o più giocatrici aventi diritto a queste sono subentrate le lucky loser, ossia le giocatrici che hanno perso nell'ultimo turno ma che avevano una classifica più alta rispetto alle altre partecipanti che avevano comunque perso nel turno finale.

## Teste di serie
1. Arina Rodionova (primo turno)
2. Lara Arruabarrena Vecino (qualificata)
3. Giulia Gatto-Monticone (qualificata)
4. Nuria Párrizas Díaz (qualificata)
5. Clara Burel (primo turno)
6. Chloé Paquet (qualificata)

1. Harmony Tan (qualificata)
2. Mariam Bolkvadze (primo turno)
3. Robin Anderson (ultimo turno)
4. Natalija Kostić (primo turno)
5. Danielle Lao (primo turno)
6. Marina Mel'nikova (ultimo turno)

## Qualificate
1. Harmony Tan
2. Lara Arruabarrena Vecino
3. Giulia Gatto-Monticone

1. Nuria Párrizas Díaz
2. Daniela Seguel
3. Chloé Paquet

## Tabellone

### Legenda
| - Q = Qualificato - WC = Wild card - LL = Lucky loser | - ALT = Alternate - SE = Special Exempt - PR = Protected Ranking | - w/o = Walkover - r = Ritirato - d = Squalificato |

### Sezione 1
|  | Primo turno | Primo turno      | Primo turno      | Primo turno | Primo turno |  |  | Ultimo turno | Ultimo turno     | Ultimo turno     | Ultimo turno | Ultimo turno |  |
|  |             |                  |                  |             |             |  |  |              |                  |                  |              |              |  |
|  | 1           | Arina Rodionova  | Arina Rodionova  | 4           | 62          |  |  |              |                  |                  |              |              |  |
|  |             | Dalila Jakupovič | Dalila Jakupovič | 6           | 7           |  |  |              | Dalila Jakupovič | Dalila Jakupovič | 2            | 2            |  |
|  |             | Jana Sizikova    | 1                | 6           | 4           |  |  | 7            | Harmony Tan      | Harmony Tan      | 6            | 6            |  |
|  | 7           | Harmony Tan      | 6                | 4           | 6           |  |  |              |                  |                  |              |              |  |

### Sezione 2
|  | Primo turno | Primo turno              | Primo turno              | Primo turno | Primo turno |  |  | Ultimo turno | Ultimo turno             | Ultimo turno             | Ultimo turno | Ultimo turno |  |
|  |             |                          |                          |             |             |  |  |              |                          |                          |              |              |  |
|  | 2           | Lara Arruabarrena Vecino | Lara Arruabarrena Vecino | 6           | 6           |  |  |              |                          |                          |              |              |  |
|  | PR          | Carol Zhao               | Carol Zhao               | 0           | 0           |  |  | 2            | Lara Arruabarrena Vecino | Lara Arruabarrena Vecino | 6            | 6            |  |
|  | WC          | Yuliana Monroy           | 7                        | 2           | 6           |  |  | WC           | Yuliana Monroy           | Yuliana Monroy           | 0            | 0            |  |
|  | 10          | Natalija Kostić          | 65                       | 6           | 4           |  |  |              |                          |                          |              |              |  |

### Sezione 3
|  | Primo turno | Primo turno            | Primo turno            | Primo turno | Primo turno |  |  | Ultimo turno | Ultimo turno           | Ultimo turno | Ultimo turno | Ultimo turno |  |
|  |             |                        |                        |             |             |  |  |              |                        |              |              |              |  |
|  | 3           | Giulia Gatto-Monticone | Giulia Gatto-Monticone | 6           | 6           |  |  |              |                        |              |              |              |  |
|  | WC          | Kelly Vargas González  | Kelly Vargas González  | 3           | 0           |  |  | 3            | Giulia Gatto-Monticone | 4            | 7            | 6            |  |
|  |             | Marie Benoît           | Marie Benoît           | 6           | 6           |  |  |              | Marie Benoît           | 6            | 5            | 3            |  |
|  | 8           | Mariam Bolkvadze       | Mariam Bolkvadze       | 4           | 0           |  |  |              |                        |              |              |              |  |

### Sezione 4
|  | Primo turno | Primo turno         | Primo turno       | Primo turno | Primo turno |  |  | Ultimo turno | Ultimo turno        | Ultimo turno | Ultimo turno | Ultimo turno |  |
|  |             |                     |                   |             |             |  |  |              |                     |              |              |              |  |
|  | 4           | Nuria Párrizas Díaz | 4                 | 6           | 6           |  |  |              |                     |              |              |              |  |
|  | WC          | Mariana Manyoma     | 6                 | 3           | 0           |  |  | 4            | Nuria Párrizas Díaz | 7            | 4            | 6            |  |
|  |             | Katarzyna Piter     | Katarzyna Piter   | 5           | 0           |  |  | 12           | Marina Mel'nikova   | 62           | 6            | 1            |  |
|  | 12          | Marina Mel'nikova   | Marina Mel'nikova | 7           | 6           |  |  |              |                     |              |              |              |  |

### Sezione 5
|  | Primo turno | Primo turno       | Primo turno    | Primo turno | Primo turno |  |  | Ultimo turno | Ultimo turno      | Ultimo turno      | Ultimo turno | Ultimo turno |  |
|  |             |                   |                |             |             |  |  |              |                   |                   |              |              |  |
|  | 5           | Clara Burel       | 3              | 6           | 4           |  |  |              |                   |                   |              |              |  |
|  |             | Katharina Gerlach | 6              | 1           | 6           |  |  |              | Katharina Gerlach | Katharina Gerlach | 1            | 1            |  |
|  |             | Daniela Seguel    | Daniela Seguel | 6           | 6           |  |  |              | Daniela Seguel    | Daniela Seguel    | 6            | 6            |  |
|  | 11          | Danielle Lao      | Danielle Lao   | 1           | 2           |  |  |              |                   |                   |              |              |  |

### Sezione 6
|  | Primo turno | Primo turno     | Primo turno     | Primo turno | Primo turno |  |  | Ultimo turno | Ultimo turno   | Ultimo turno | Ultimo turno | Ultimo turno |  |
|  |             |                 |                 |             |             |  |  |              |                |              |              |              |  |
|  | 6           | Chloé Paquet    | Chloé Paquet    | 6           | 6           |  |  |              |                |              |              |              |  |
|  | WC          | Antonia Samudio | Antonia Samudio | 2           | 3           |  |  | 6            | Chloé Paquet   | 3            | 6            | 6            |  |
|  |             | Paula Kania     | Paula Kania     | 1           | 4           |  |  | 9            | Robin Anderson | 6            | 3            | 2            |  |
|  | 9           | Robin Anderson  | Robin Anderson  | 6           | 6           |  |  |              |                |              |              |              |  |